# Mouhamadou Dabo
Mouhamadou Dabo (* 28. November 1986 in Dakar) ist ein französischer ehemaliger Fußballspieler mit senegalesischen Wurzeln. Er wurde entweder auf der rechten Außenbahn im Mittelfeld oder als rechter Abwehrspieler eingesetzt.

## Karriere
Durch seine Schnelligkeit und hervorragende Technik spielte er sich in der Saison 2006/07 schließlich in die Startformation von Saint-Étienne. Seitdem kam er auf 115 Einsätze, 32 davon in der Saison 2007/08. In der französischen U-21 wurde er bislang zehnmal eingesetzt.
Zur Saison 2010/11 wechselte Dabo nach Spanien zum FC Sevilla, wo er einen Vierjahresvertrag unterschrieben hat. Am 19. Dezember 2010 wurde Dabo nach einem brutalen Tritt gegen Real Madrids Ángel Di María vom Platz gestellt.
Im Saisonverlauf konnte er sich jedoch nie wirklich durchsetzen und wurde bereits nach einem Jahr wieder nach Frankreich zu Olympique Lyon transferiert. Den ersten Einsatz für sein neues Team absolvierte er am 18. August 2011 beim 2:0-Heimerfolg gegen Olympique Marseille.